# Cerkiew św. Serafina z Sarowa w Swietłogorsku
Cerkiew pod wezwaniem św. Serafina z Sarowa – prawosławna cerkiew parafialna w Swietłogorsku, w dekanacie nadmorskim eparchii kaliningradzkiej Rosyjskiego Kościoła Prawosławnego.

## Położenie
Świątynia znajduje się przy ulicy Majakowskiego.

## Historia
Dawny kościół luterański, wzniesiony w latach 1903–1907 w stylu neogotyckim z elementami modernistycznymi, według projektu architektów Wichmanna i Kukkuka; wnętrze zaprojektował Hugo Häring. Świątynię wyposażono w drewniany rzeźbiony ołtarz.
Po II wojnie światowej w budynku kościelnym urządzono salę sportową. W 1991 r. obiekt przekazano prawosławnym; w następnym roku świątynia została konsekrowana pod wezwaniem św. Serafina z Sarowa przez metropolitę smoleńskiego i kaliningradzkiego Cyryla.
Decyzją władz obwodu królewieckiego z 23 marca 2007 r., cerkiew otrzymała status zabytku kulturowego o znaczeniu regionalnym.

## Galeria

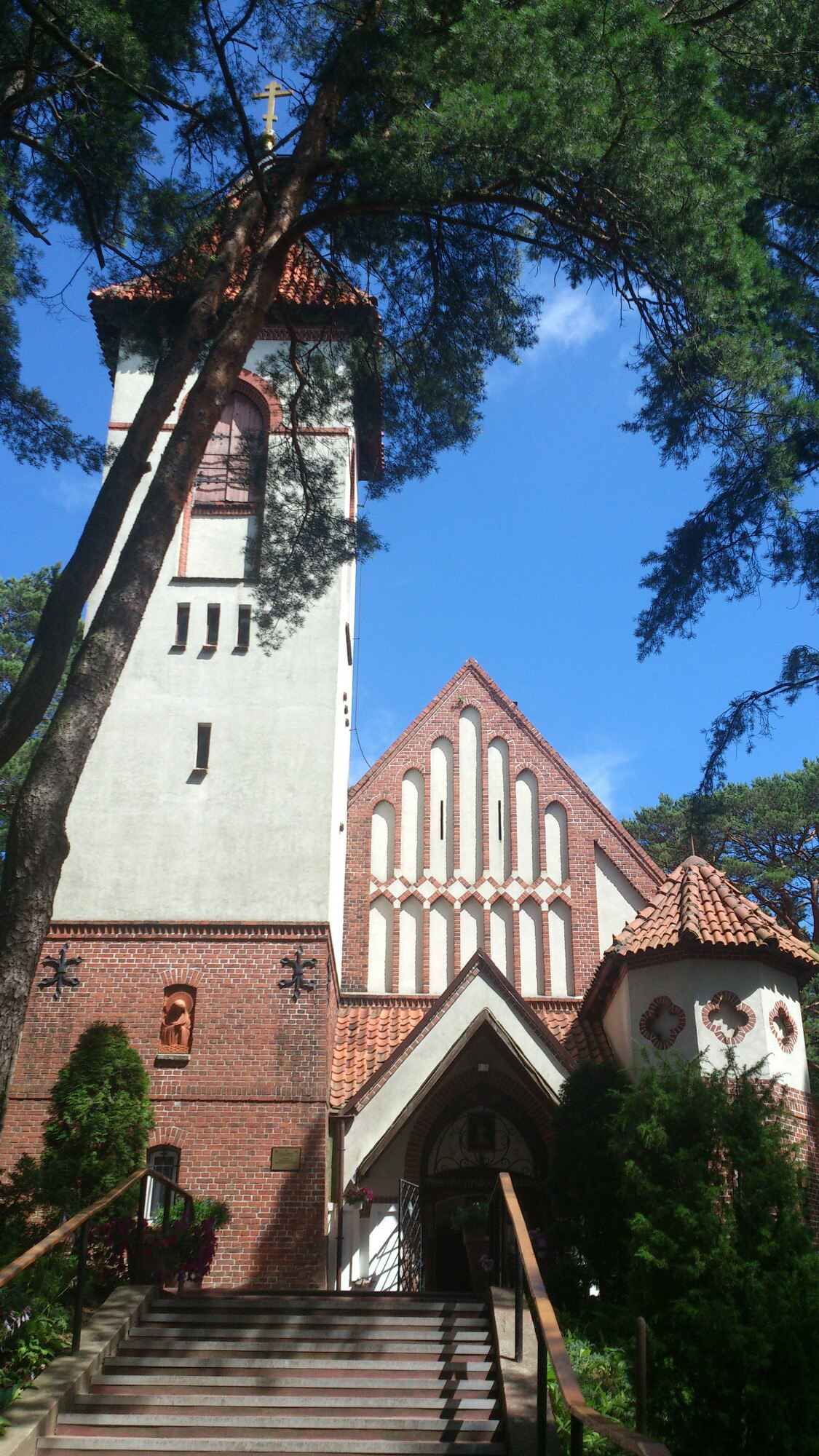
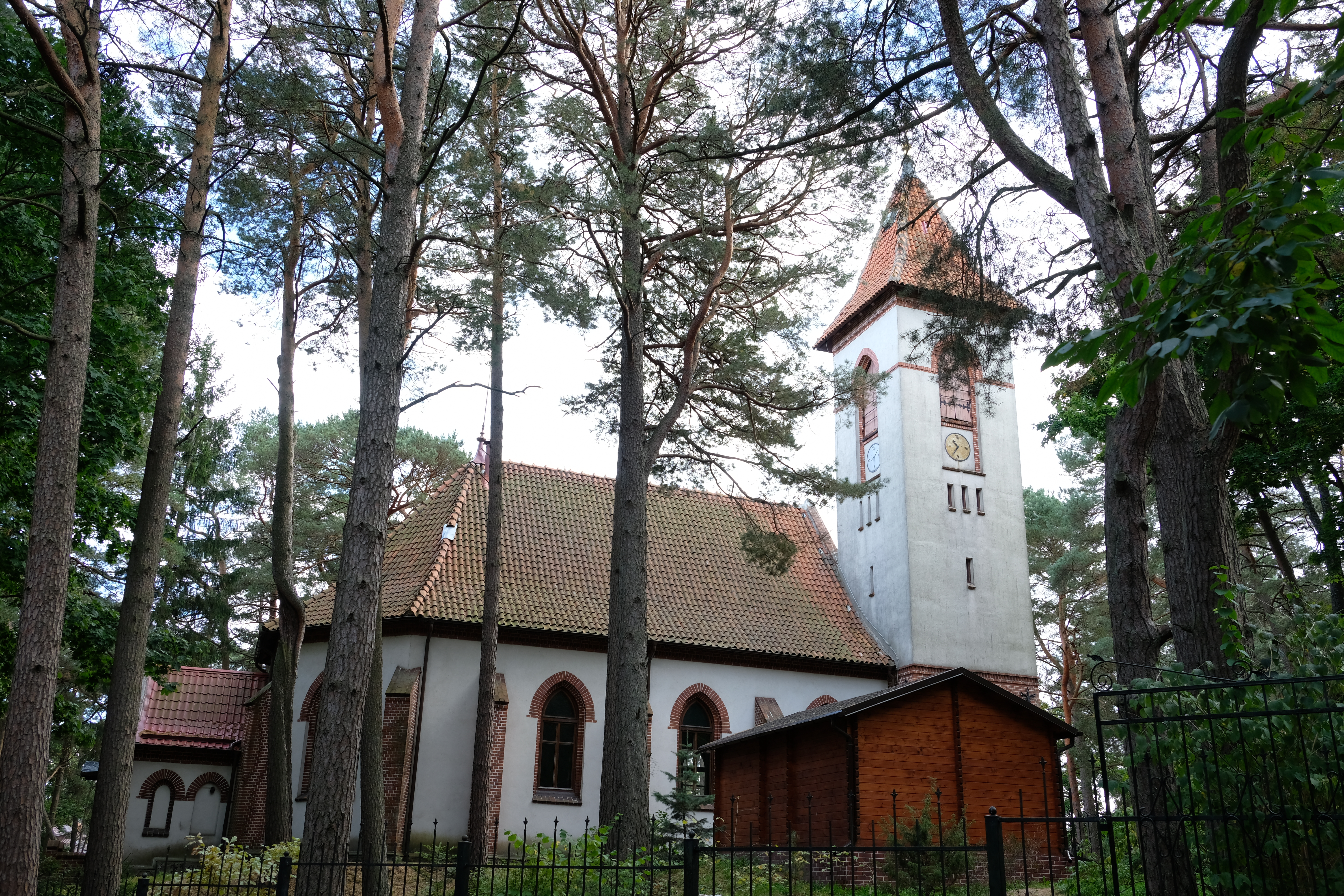
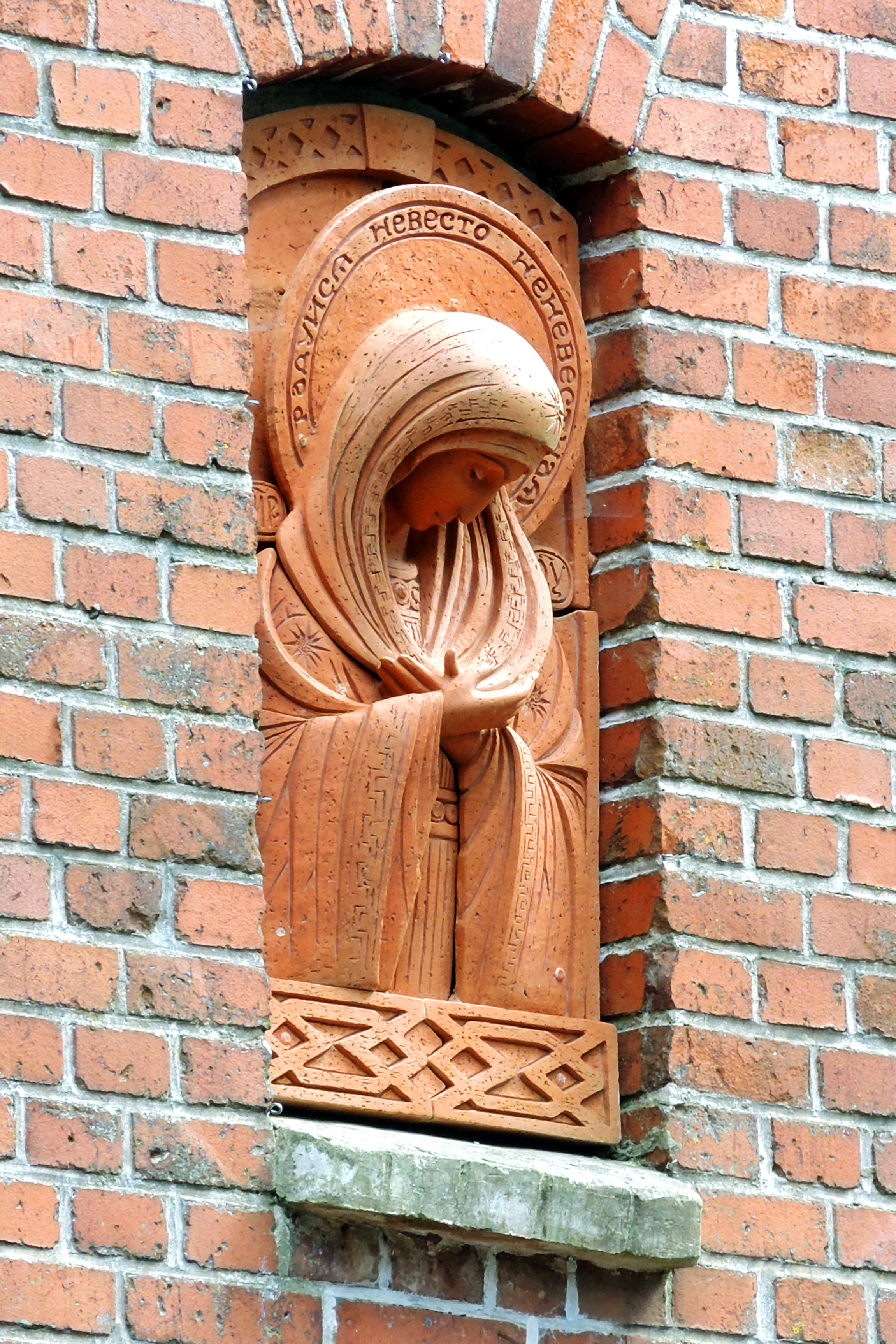